# Elchtest

Fahrmanöver beim Elchtest

Als Elchtest (Fahrdynamik-Test) wird ein Fahrmanöver bezeichnet, welches das Ausweichen vor einem plötzlich auf der Straße auftretenden Hindernis simuliert. Mit dem Test wird die Fahrstabilität von Pkw geprüft. Mit Geschwindigkeiten zwischen etwa 50 km/h und 80 km/h wird ungebremst ein Spurwechsel nach links und, nach einer kurzen Geradeausstrecke, ein Spurwechsel nach rechts gefahren. Das Fahrzeug sollte dabei weder ausbrechen noch umkippen.
Der Begriff Elchtest wurde Ende 1997 durch die Presse geprägt, nachdem eine Mercedes-Benz-A-Klasse bei einem Test durch Journalisten in Schweden umgekippt war. Ursprünglich hieß der Test in Schweden Kindertest. Mit dem Begriff Elchtest wird auch ein Kollisionstest des Fahrzeugs mit einem (simulierten) Elch bezeichnet. Saab Automobile und Volvo führen solche Tests durch, um die Stabilität der A-Säule und des Dachs gegenüber einem aufschlagenden Elch zu überprüfen.

## Allgemeines
Der Elchtest bietet durch seine großen, konstanten Gassenbreiten einen weiten Spielraum für die Lenkstrategie des Fahrers. Der Verband der Automobilindustrie (VDA) hat deshalb einen Ausweichtest entworfen, bei dem die Gassenbreiten von der Fahrzeugbreite abhängig sind. Weiter ist vorgeschrieben, in der ersten Gasse Gas wegzunehmen. Dieses Manöver wurde inzwischen unter der Bezeichnung VDA-Spurwechseltest in die internationale Norm ISO 3888-2 übernommen. Es ist Bestandteil der Erprobung der Fahreigenschaften neuer Fahrzeuge. Mit einem speziellen Ladeaufsatz wird der Elchtest teilweise auch bei Lkw durchgeführt.
Ein mit ESP ausgerüstetes Fahrzeug ist bei Ausweichtests wie dem Elchtest wesentlich stabiler als ein Fahrzeug ohne ESP. Seit November 2011 müssen alle neuen Pkw- und Nutzfahrzeugmodelle, die in der Europäischen Union zugelassen werden, mit ESP ausgerüstet sein. Seit 2014 gilt dies für alle Neufahrzeuge, auch wenn die Baureihe selbst schon seit einigen Jahren auf dem Markt ist.

## Geschichte

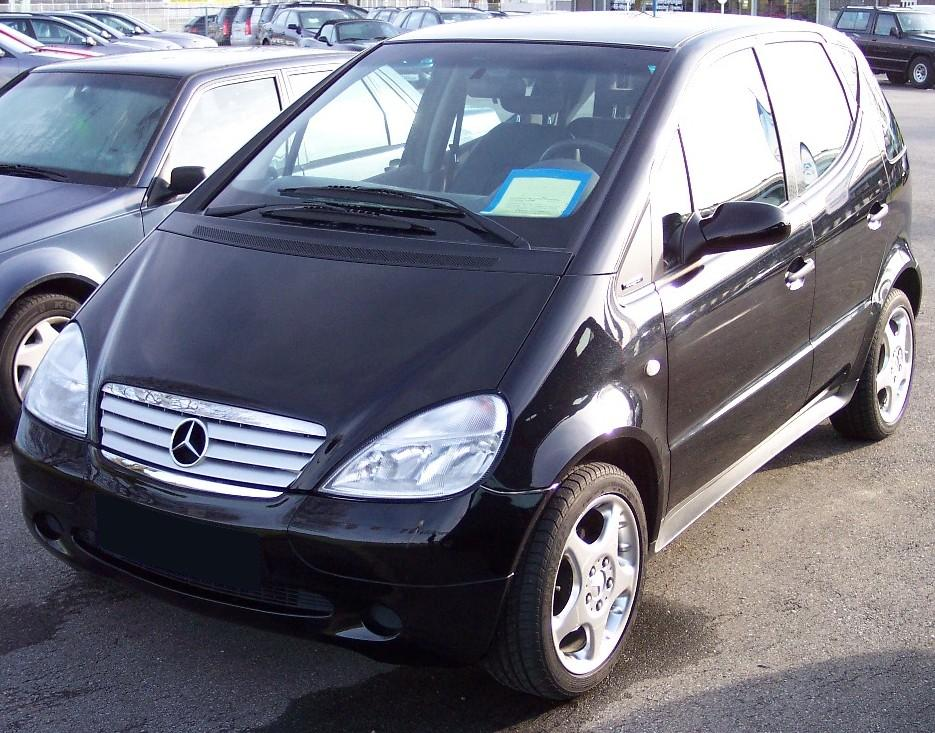
Mercedes A-Klasse

Der Begriff Elchtest wurde bekannter, als am 21. Oktober 1997 ein Fahrzeug vom Typ Mercedes-Benz Baureihe 168, „A-Klasse“ (damals das jüngste Produkt der Daimler-Benz AG), bei einem Test der schwedischen Zeitschrift Teknikens Värld auf die Seite kippte und schließlich auf dem Dach liegen blieb. Als Konsequenz baute Daimler-Benz serienmäßig das Elektronische Stabilitätsprogramm (ESP) ein – damals ein Novum außerhalb der Luxusklasse. Der Ruf der A-Klasse war zunächst trotzdem beschädigt.

## Tests mit anderen Pkw

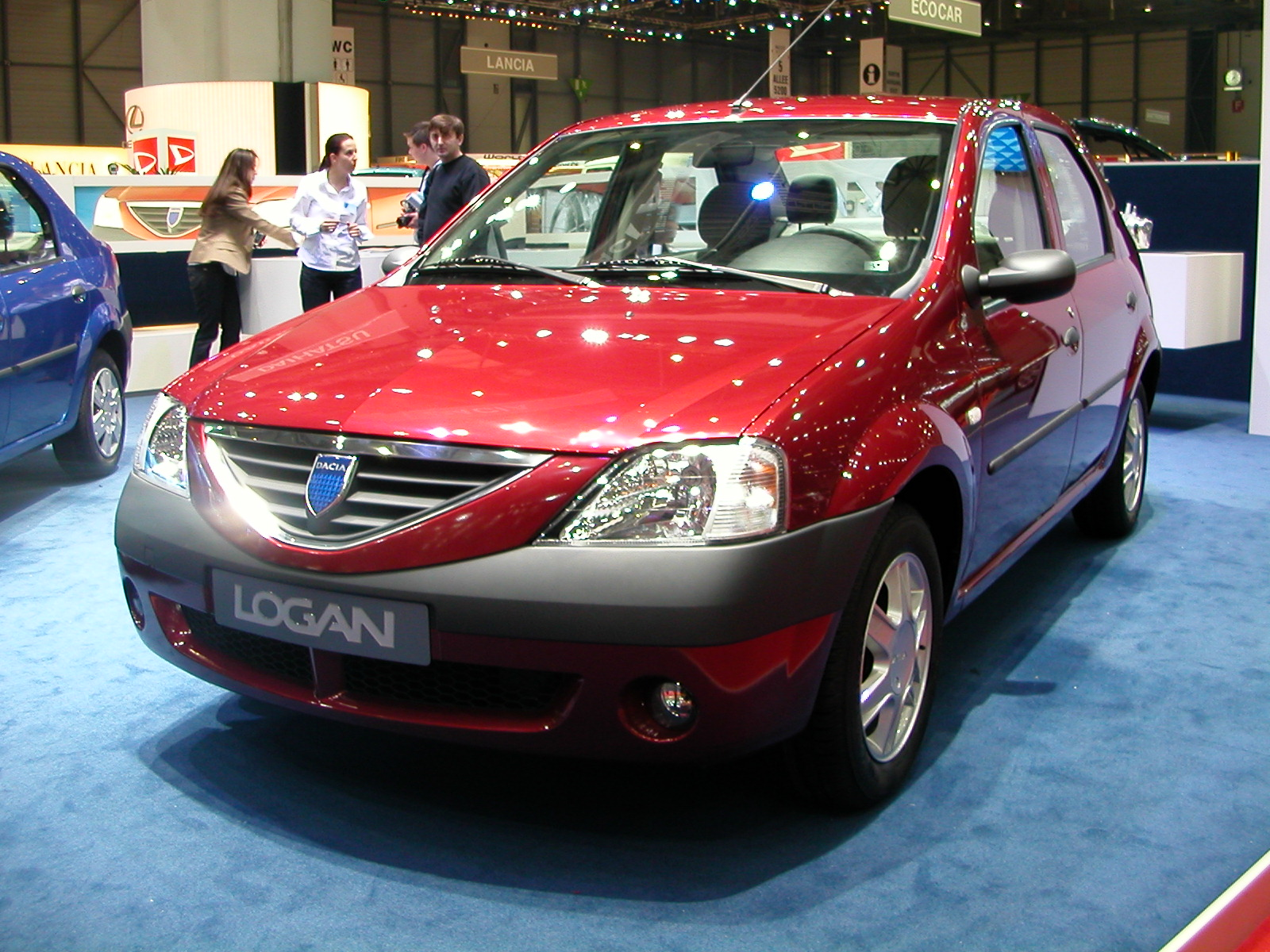
Dacia Logan

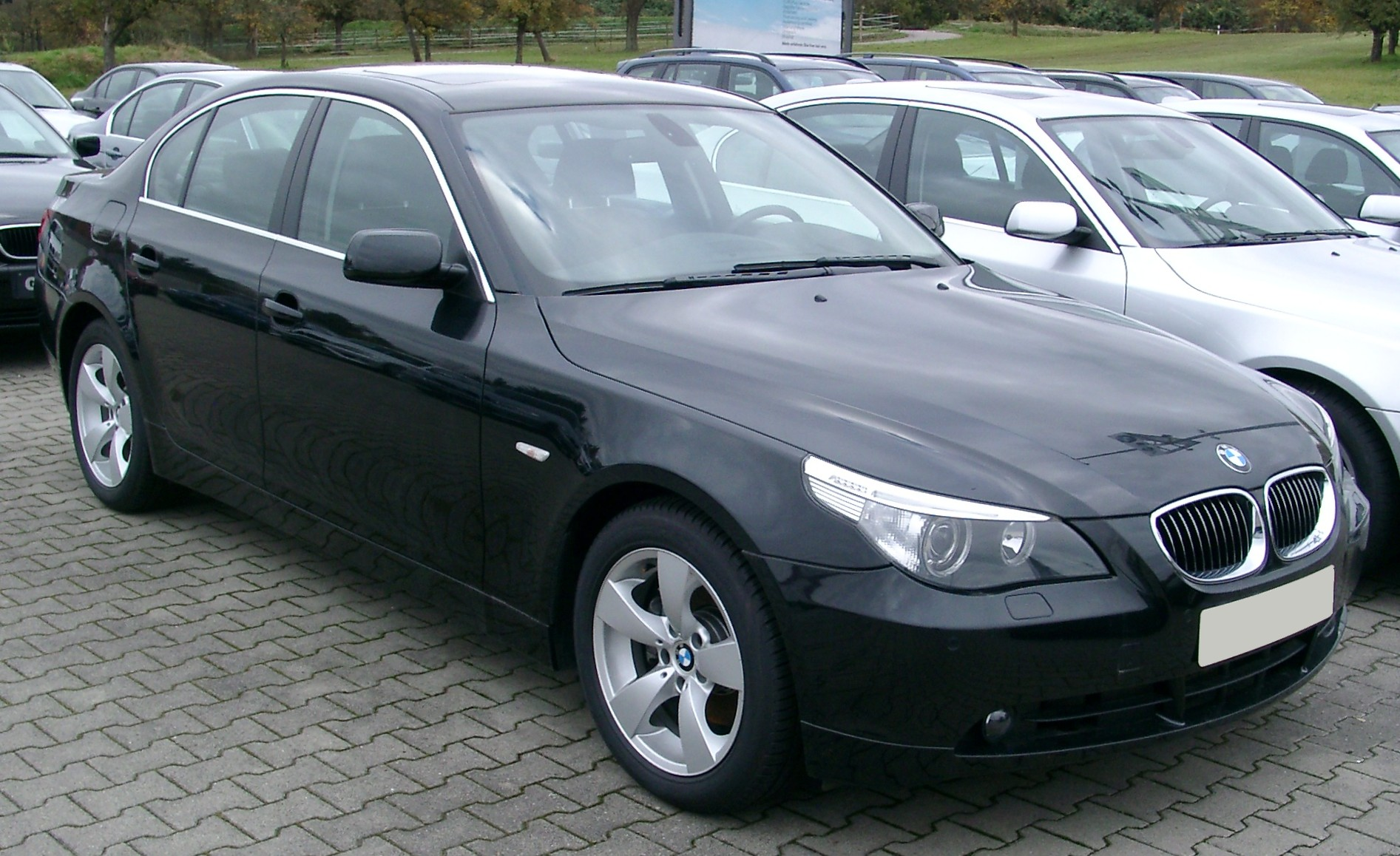
BMW E60

Die Tageszeitung Thüringer Allgemeine führte 1997 den Elchtest mit einem Trabant 601 durch, der den Test bei 75 km/h bestand.
Ein weiteres Beispiel ist der Dacia Logan, der den Elchtest im Juli 2005 zunächst augenscheinlich nicht bestanden hatte. Es war jedoch nicht der genormte Elchtest, sondern ein Fahrversuch des ADAC. Die Abstände zwischen den Spurwechseln und die Geschwindigkeit waren erhöht worden, was zum teilweisen Ablaufen des Reifens von der Felge und dadurch zum Umkippen führte. Im Nachhinein stellte sich dieser Test als nicht aussagekräftig heraus, da die Reifen des betroffenen Fahrzeugs bereits von verschiedenen vorhergehenden extremen Tests beschädigt waren.
Im Oktober 2005 wurde, wie die Teknikens Värld berichtete, der BMW E60 im schwedischen Bromma getestet und zeigte ein Ausbrechen des Hecks. Dies wurde von BMW als „planmäßig spätes Eingreifen des ESP“ dargestellt.
Im Juni 2007 kippte der Land Rover Defender, ein Klassiker, der seit über 60 Jahren gebaut wird. Ursachen dafür waren sein hoher Schwerpunkt und das Fehlen von ESP.
Der ADAC führt einen eigenen Ausweichtest durch, der mit höheren Geschwindigkeiten gefahren werden kann. Im Jahr 2010 wurden die drei fast baugleichen Fahrzeuge Citroën Nemo, Peugeot Bipper und Fiat Qubo mit einer Geschwindigkeit von 80 km/h getestet. Der Nemo kippte beim Test mit 80 km/h um. Citroën sagte sofort zu, die Fahrzeuge ab Herbst/Winter 2010 mit ESP auszurüsten. Der Qubo, der beim Test mit dem auf Wunsch erhältlichen ESP ausgerüstet war, bestand den Test auch bei 90 km/h. Aus Sicherheitsgründen wurde der Test am Peugeot Bipper nicht mehr durchgeführt.
Rekordhalter ist seit 2024 der Porsche 718 Cayman GT4 RS Manthey mit einer Geschwindigkeit von 86 km/h. An zweiter Stelle steht seit 1999 der Citroën Xantia Activa V6 der Rekordhalter beim Elchtest der Teknikens Värld mit 85 km/h. Dieser platziert sich damit, trotz fehlendem ESP, vor Fahrzeugen wie dem Porsche 911 GT3 oder Audi R8.
Insbesondere Straßenfahrzeuge mit hochliegendem Schwerpunkt (Kleintransporter, Geländewagen, SUVs, Vans und Minivans) können durch ihre Höhe bei extremen Fahrmanövern um ihre Längsachse kippen bzw. auf die Seite fallen. Dies hat physikalische Gründe und ist deshalb unabhängig von Hersteller und Preis.

## Normen und Standards
- ISO 3888-2 (VDA-Spurwechseltest).

## Übertragene Bedeutung
Im übertragenen Sinn wird der Begriff Elchtest auch in der allgemeinen Bedeutung „Bewährungsprobe“ bzw. „Prüfstein“ verwendet. Im Mercedes-Benz-Testzentrum in Immendingen wird eine lebensgroße Elchfigur neben anderen Gegenständen als Hindernis für Brems- und Ausweichversuche verwendet. Dabei ist der Elch auch im übertragenen Sinn als visualisierter Ansporn zu verstehen, die Fahrerassistenzsysteme immer wirksamer und zuverlässiger zu machen.